# A mázlista (film, 2019)
A mázlista (eredeti cím: Lucky) 2019-ben bemutatott egész estés amerikai 3D-s számítógépes animációs film. A forgatókönyvet Bart Coughlin írta, az animációs filmet Casey Leonard rendezte, a producere MacGregor Middleton volt. A Nickelodeon Animation Studios és Bardel Entertainment készítette.
Az Egyesült Államokban 2019. március 8-án, Magyarországon 2019. május 19-én mutatták be a Nickelodeon csatornán.

## Rövid tartalom
A film sztorija Hapről, a koboldról szól, aki iszonyatos balszerencsével lett megátkozva, miután egy sárkány évekkel ezelőtt ellopta a családi arannyal teli üstjüket. Ám egy utazás során a világ legszerencsésebb és legrejtélyesebb embere, Holihan felé, Hap és három jó barátja egy ismerős üstre lesz figyelmes. Így hát a terv egyszerű: vissza kell lopni a családi üstöt és ezzel együtt a szerencsét is. Viszont a terv egyszerűsége nem jelenti azt, hogy könnyen is kivitelezhető.

## Szereplők
| Szereplő         | Eredeti hang    | Magyar hang                    | Leírás                                                                       |
| ---------------- | --------------- | ------------------------------ | ---------------------------------------------------------------------------- |
| Boldi McSweeney  | Gunnar Sizemore | Maszlag Bálint                 | A film főszereplője, egy kobold, akit üldözi a balszerencse.                 |
| Houlihan         | Mark Hamill     | Laklóth Aladár                 | ?                                                                            |
| Shannon          | Kira Kosarin    | Nemes Takách Kata              | Boldi barátnője, egy forrófejű és vagány tündér.                             |
| Sammy            | Ron Funches     | Nagy Gereben                   | Boldi egyik barátja, egy kékszínű és szőke hajú troll, aki kedves és szelíd. |
| Reggie           | Flula Borg      | Baráth István                  | Boldi másik barátja, egy vörös színű furi és vadóc szörnyecske.              |
| Doris kisasszony | Edie McClurg    | Zsurzs Kati                    | Egy tündér, aki Boldi tanárnője.                                             |
| Pappy            | Mick Wingert    | Lippai László                  | Egy férfi kobold, aki Boldi apja.                                            |
| Biztonsági őr    | Mick Wingert    | Fekete Zoltán                  | Egy ogre, aki Houlihan biztonsági őreként dolgozik.                          |
| Ken              | Eric Bauza      | Szokol Péter                   | Egy kerti törpe, aki motoron ül.                                             |
| Guonik           | Eric Bauza      | Baradlay Viktor Szalay Csongor | ?                                                                            |
| Ma               | Kari Wahlgren   | Málnai Zsuzsa                  | Egy női kobold, aki Boldi anyja.                                             |
| Varázstelefon    | Kari Wahlgren   | Pálmai Szabolcs                | ?                                                                            |
| Hercegnő         | Kari Wahlgren   | Csifó Dorina                   | ?                                                                            |
| Bizti            | Matthew Moy     | Moser Károly                   | Egy gnóm, aki Houlihan kastélyának biztonsági rendszerét ügyel.              |
| Muter            | ?               | Sági Tímea                     | ?                                                                            |
| Narrátor         | Piotr Michael   | Széles Tamás                   | -                                                                            |